# Wicksite
La wicksite est un minéral phosphate, de formule chimique NaCa2(Fe2+,Mn2+)4MgFe3+(PO4)6 · 2H2O. C'est un minéral opaque, sombre, allant du bleu foncé au vert foncé et au noir et de lustre sub-métallique, avec une couleur de trait verte. Il appartient au groupe de la wicksite et est l'analogue Fe de la maneckiite. Une variété Mn de ce minéral est également répertoriée. 
Le nom de la wicksite a été donné en 1981 en l'honneur de Frederick John Wicks, conservateur de minéralogie au Musée royal de l'Ontario à Toronto, qui est spécialisé dans l'étude des minéraux du groupe des serpentinites. Le spécimen type de la wicksite provient de la rivière Big Fish, dans le district minier de Dawson, au Yukon, Canada.

## Caractéristiques
La wicksite possède une clivage distinct/bon, notamment sur la face {010}. Sa densité mesurée est d'environ 3,54 g/cm3. Les cristaux de wicksite sont généralement en forme de plaques et peuvent également se présenter sous forme granulaire et massive.
La wicksite cristallise dans le système orthorhombique, de classe mmm (2/m 2/m 2/m), avec un groupe d'espace Pbca. La wicksite présente un fort pléochroïsme, avec une teinte bleue dans la direction X, bleu verdâtre dans la direction Y, et brun jaunâtre pâle dans la direction Z.

## Environnement et gisements
On la trouve dans les gisements de baryum, de manganèse, de plomb et zinc, y compris les gisements métamorphiques des roches ignées hautement évoluées et les pegmatites granitiques complexes. La base de données minéralogiques Mindat.org lui recense quatre gisements dans le monde, deux au Canada, un aux États-Unis et le dernier en Suède. 
Le matériau type se présente sous forme de nodules dans un lit de schiste dans une formation de fer. La wicksite est associée à de la wolféite, de la vivianite, de la satterlyite, du quartz, de la pyrite, de la marićite et de la ludlamite.